# Narcissus cyclamineus
Narcissus cyclamineus é uma espécie de planta com flor pertencente à família Amaryllidaceae, também popularmente conhecida como martelinhos ou pucarinhos.
A autoridade científica da espécie é DC. (Augustin Pyrame de Candolle), tendo sido publicada em Les Liliacées...a Paris 8: sub t. 486. 1815.

## Distribuição
Trata-se de uma espécie presente no território português, nomeadamente em Portugal Continental. Em termos de naturalidade, é endémica da Península Ibérica.

## Protecção
Encontra-se protegida por legislação portuguesa ou da Comunidade Europeia, nomeadamente pelo Anexo II e IV da Directiva Habitats.